# Sky Airlines
Sky Airlines a fost o companie aeriană turcească, care opera atât zboruri charter cât și zboruri regulate și avea ca bază principală aeroportul din Antalya. Compania a fost înființată în 2000 și început activitatea în anul 2001. În 2010, Sky Airlines început efectuarea zborurilor regulate interne. Datorită scăderii pieței zborurilor charter, compania a intrat în probleme financiare, iar în data de 03.06.2013 a declarat falimentul. 

## Destinații
Sky Airlines avea o rețea de zboruri charter bine dezvoltată. Aceasta acoperă mare parte din harta Europei, în special: Austria, Germania, Italia, Norvegia, Polonia, România, Slovacia.
Compania mai opera în număr limitat, zboruri charter, către Africa de Nord și [[Orientul Mijlociu]. 
In 2010, Sky Airlines a intrat puternic pe piața zborurilor regulate începând cu desinații din interiorul Turciei:
- Ankara
- Antalya - Hub
- Bodrum
- Dalaman
- Diyarbakır
- Istanbul
- İzmir
- Kayseri
- Lefkoșa
- Trabzon
- Van

## Flota
In aprilie 2011 varsta medie a flotei Sky Airlines era de 12.6 ani. Niciuna din aeronavele detinute de companie nu pune la dispozitie clasa business.